# Street Fighter, l'última batalla
Street Fighter, l'última batalla (títol original: Street Fighter), és una pel·lícula estatunidenca dirigida per Steven E. de Souza, estrenada l'any 1994. És una adaptació cinematogràfica de l'univers i els personatges de la sèrie de videojocs Street Fighter editats per Capcom1995. Ha estat doblada al català.

## Argument
Shadaloo, país asiàtic, està en guerra civil des de fa 7 mesos. La rebel·lió és dirigida pel general M. Bison. Després d'un nou atac, agafa 63 membres d'una organització humanitària com a ostatges, així com tres soldats, entre els quals Carlos « Charlie » Blanka, un amic del coronel Guile. En un missatge televisat, Bison dona 72 hores a l'Organització de les Nacions unides per pagar 20 mil milions de dòlars pel seu alliberament.
Per la seva banda, el coronel Guile munta una operació amb la finalitat de treure de la circulació Bison. Ha de preparar l'ofensiva mentre algunes persones preferirien la negociació. A més, Guile ha d'aturar el clan Shadaloo dirigit per l'antic campió de boxa tailandesa, Sagat. Aquest últim, ara traficant, organitza combats clandestins amb l'ajuda de Vega, el seu millor home. Tots dos són detinguts, així com Ryu i Ken, dos joves karatekes que tot just acaben de sortir de la presó. Els dos joves desitgen tanmateix negociar el seu alliberament amb el coronel Guile. Aquest accepta a condició que l'ajudin a infiltrar-se a la base secreta de Bison. A l'ombra, la periodista Chun-Li Zhang intenta també aturar Bison; aquest seria responsable de la mort del seu pare…

## Repartiment
- Jean-Claude Van Damme: Coronel William F. Guile
- Raúl Juliá: general M. Bison
- Ming-Na: Chun-Li Zhang
- Damian Chapa: Ken Masters
- Kylie Minogue: Cammy White
- Roshan Seth: Doctor Dhalsim
- Wes Studi: Victor Sagat
- Byron Mann: Ryu
- Grand L. Bush: Balrog
- Peter Navy Tuiasosopo: E. Honda
- Jay Tavare: Vega
- Andrew Bryniarski: Zangief
- Gregg Rainwater: T. Hawk
- Robert Mammone: Capità Carlos « Charlie » Blanka
- Miguel A. Núñez, Jr.: Dee Jay
- Edward R. Pressman: Cuiner
- Benny Urquidez: Membre de la banda de Sagat (no surt als crèdits)
- Simon Callow: Superior jeràrquic del Coronel Guile

## Producció
El film, encara que basat en Street Fighter II, reutilitza els personatges de Super Street Fighter II: The New Challengers, a l'excepció de Fei-Long "reemplaçat" pel personatge de Sawada. Fei-Long és un homenatge de Capcom a Bruce Lee, i hauria estat mal vist de fer aparèixer el seu sòsies a la pantalla gran.
En una entrevista donada a GamePro, Steven E. de Souza confessa que no ha volgut fer un film clàssic d'arts marcials, sinó més aviat una barreja de La guerra de les galàxies, James Bond i un film de guerra.
El film ha estat rodat principalment a l'Estat del Queensland a Austràlia, sobretot a Gold Coast i Brisbane. Alguns exteriors han estat rodats a Bangkok, Tailàndia per simular el país fictici de Shadaloo.

## Al voltant de la pel·lícula
- Street Fighter és l'últim film de Raúl Juliá, mort poc abans del final del rodatge El film li va ser dedicat. Al començament dels crèdits del final, es veu un missatge dient « Raul, vaya con Dios ».
- Una nova adaptació ha vist el dia l'any 2009: Street Fighter: Legend of Chun-Li. Al principi, Jean-Claude Van Damme va ser triat per tornar a fer el paper de Guile, però va declinar l'oferta.

## Rebuda
- Crítica: "Una esvalotada exhibició de patinatge neuronal i gens artístic."[6]
- Nominació al premi al millor film de ciència-ficció i millor segon paper masculí (Raúl Juliá), per l'Acadèmia de cinema de ciència-ficció, fantàstic i terror 1995.[7]